# Полянский, Алексей Фёдорович
Алексе́й Фёдорович Поля́нский (9 мая 1915, Москва — 31 декабря 1973, Пермь) — советский и российский инженер-конструктор, лауреат Государственной премии СССР (1971).

## Биография
Из семьи служащего. По окончании школы-семилетки с 17 лет начал работать на московских заводах. Как абитуриент «непролетарского» происхождения, для получения высшего образования должен был получить рабочую профессию и окончить рабочий факультет.
В 1934 году устроился слесарем на карбюраторный завод № 33. Одновременно учился на рабфаке МВТУ им. Н. Э. Баумана. В 1936 году поступил на вечернее отделение вуза, был аттестован как технолог. Перевёлся для продолжения учёбы в Московский авиационный институт, но последний курс окончить не удалось — началась Великая Отечественная война.
В октябре 1941 года прибыл в Молотов (Пермь) вместе с эвакуированным заводом № 33. Был назначен старшим технологом сборочного цеха, принимал непосредственное участие в переводе выпуска карбюраторов К-105БП и К-105Ф и другой продукции на поточные (конвейерные) методы. В 1944 году стал начальником эксплуатационно-ремонтного отдела завода.
После войны завод вернулся в Москву, но А. Ф. Полянский остался в Молотове уже в качестве инженера — специалиста по конструкции и технологии агрегатов. С 1946 год — конструктор в молотовском филиале ОКБ-315-33, с 1948 года — исполняющий обязанности начальника филиала, в 1952 году был назначен заместителем главного конструктора и утверждён в должности начальника филиала. Обеспечил внедрение в серийное производство новейших образцов топливных агрегатов. Благодаря успешной работе над доводкой карбюратора ВК-4, в 1949 году имя А. Ф. Полянского появилось в Книге почёта завода им. М. И. Калинина.
Руководя филиалом ОКБ-315-33 и всё больше занимаясь разработкой конструкций новых агрегатов, активно способствовал превращению филиала в самостоятельное КБ союзного значения. В июне 1957 года было создано Пермское агрегатное конструкторское бюро (ПАКБ), а А. Ф. Полянский назначен его первым главным конструктором. В 1958 году по инициативе А. Ф. Полянского для работников предприятия был возведен первый 20-квартирный дом, в 1973—1974 годах было введено в строй общежитие на 400 мест, у сотрудников появилась база отдыха и организована лыжная база.
Соавтор 19 изобретений, неоднократно был участником ВДНХ. Избирался депутатом Свердловского районного совета.
Супруга — Людмила Григорьевна, сын — Алексей.

## Производственная деятельность
К 1962 году введён в действие конструкторско-производственный корпус ПАКБ, в 1967 году было закончено строительство испытательной станции, впервые началась разработка электронных систем топливопитания и автоматического регулирования двигателей.
Под руководством А. Ф. Полянского и при его личном участии в ПАКБ были спроектированы гидромеханические агрегаты топливопитания и автоматического регулирования для газотурбинных авиационных двигателей П. А. Соловьева, С. П. Изотова, Н. Д. Кузнецова и других главных конструкторов. Были созданы новые системы автоматического управления (САУ) для двигателей: Д-20П (самолёт Ту-124), Д-25В (вертолёты Ми-6 и Ми-10), Д-30 (самолёт Ту-134), Д-30КУ (самолёты Ил-62М и Ту-154М), Д-30КП (самолёт Ил-76), ТВ2-117 (вертолёт Ми-8), ТВ3-117 (вертолёт Ми-14), ГТД-1000 (танк Т-80), НК-144-22 (форсажный контур для самолётов Ту-22М и Ту-144).
В 1966 году впервые в Перми были разработаны агрегаты автоматического регулирования для двигателей сверхзвукового пассажирского самолёта Ту-144. Также были разработаны карбюратор для двигателя АИ-14В на вертолёт Ка-26, самолёты Як-18, Як-50 и др., карбюраторы для мотопил «Дружба» и «Урал», конкурсный пороховой аккумулятор давления для ракетного двигателя и др.
В СССР А. Ф. Полянский одним из первых в отрасли стал развивать направление электронных регуляторов двигателя, в 1970 году была создана опытная бортовая электронно-гидромеханическая система «Атлант». В 1973 году электронное направление было выделено в отдельный конструкторский отдел, развернулась работа над промышленными образцами электронных регуляторов для самолётов и вертолётов, завершались испытания агрегатов для двигателей танка.

## Награды
Награждён орденом Ленина (1971), орденом Отечественной войны II степени (1945), орденами Трудового Красного Знамени (1950, 1966). Лауреат Государственной премии СССР (1971) за разработку и совершенствование агрегатов для двигателя вертолёта Ми-8. Также в разные годы был награждён пятью медалями.

## Память
На инженерном корпусе ПАКБ (АО «ОДК-СТАР») установлена мемориальная доска А. Ф. Полянскому, а в 2024 году перед предприятием появился сквер имени А. Ф. Полянского.